# Ronjenje i putovanje avionom
Ronjenje i putovanje avionom jedan je od zdravstvenih rizika koji može ugroziti zdravlje ronilaca, ukoliko se posle obavljenog ronjenja leti avionom čija kabina nije presurizovana zbog moguće pojave dekompresione bolesti. Ovo se dešava zbog toga što se ronilac izlaže sličnim uslovima kao i nakon ronjenja na velikim nadmorskim visinama, kada se zbog snižavanja atmosferskog pritiska na visinama, menja i odnos između parcijalnog pritiska azota u telu ronioca, u momentu izronjavanja i azota u atmosferi, u odnosu na uslove koje postoje na nivou mora.
Suština je da svako mešanje ronjenja i letenja dovodi do izvesnog nivoa rizika. Što je pliće i kraće ronjenje ili ronjenja i što je duži vremenski period između ronjenja i letenja, to je rizik manji. Ili što su češća, dublja i duža ronjenje ili što je kraći vremenski period pre letenja, to je rizik veći.

## Fiziologija gasova u ronjenju
Na većim nadmorskim visinama rastvorenost azota u organizmu je proporcionalna sa pritiskom na datoj visini. Na primer na visini od 2.500 metara količina rastvorenog azota je oko 2/3 litre jer je i atmosferski pritisak smanjen na 750 milibara. Nakon izrona u organizmu ronioca može ostati najviše još dodatnih 0,75 litara azota (ukupno u organizmu sme biti maksimalno 1,5 litra azota) tako da bi izlaganje većoj nadmorskoj visini izazvalo novo oslobađanje zaostalog azota nakon ronjenja, što bi dovelo do dekompresione bolesti.

## Kako nastaje dekompresiona bolest
Rastvaranje gasova u organizmu nema uticaja na disanje pri normalnom atmfosferskom pritisku, ali je veoma bitno za ronioce i kesonske radnike koji udišu gasove pod povišenim pritiskom. Ovo se posebno odnosi na period izrona kod ronilaca i kesonskih radnika, kao i na naglu dekompresiju kabine aviona na velikim visinama. Tada je pritisak u plućima manji nego što je bio kod zarona (zbog smanjenja dubine, smanjuje se i pritisak okoline) i manji je od pritiska u hermetizovanoj kabini aviona. Rastvoreni gasovi teže da se izdvoje iz tkiva (u čemu azot prednjači), a ako ne mogu da se izdvoje dovoljno brzo zbog uspona na visinu, oni formiraju mehuriće, što može dovesti do brojnih simptoma poznatih kao dekompresiona bolest.
Ako su propusti u dekompresiji veći, bolest se javlja brže i po pravilu znaci bolesti su teži, a ako se simptomi javljaju kasnije obično se radi o lakšem obliku dekompresione bolesti.

## Kabina aviona i kabinska visina
Kabina savremenih putničkih aviona nalazi se pod pritiskom od 0,74 bara što odgovara pritisku koji vlada na visini od oko 2.500 metara, što pretstavlja određeni rizik za ronioca. Nakon ronjenja se može leteti avionom (sa kabinama pod pritiskom višim od 0,74 bara) samo ako na kraju „površinskog intervala”
rezidualni faktor bude A, B, C ili D.
Opasnost za pojavu dekompresione bolesti mnogo je veča u slučaju kada ronilac leti helikompterom ili avionom čija kabina nije potpuno presurizovana (na pritisku od 1 atmosfere) ili na većim visinama, zbog postojanja rizik zbog oslobađanje zaostalog azota koje dovodi do dekompresione bolesti.
Posebno opasnost od pogrošanja zdravstvenog stanja preti roniocima koji su oboleli od dekompresione bolestik, pa se za njihov transport do hiperbaričnog centra transport obavlja helikompterom ili avionom ako kabina nije potpuno presurizirana (na pritisku od 1 atmosfere) ili se prelazi nadmorska visina od 300 metara.

## Neujednačenost preporuka — kada leteti nakon ronjenja?
| Organizacija                                        | Preporučeni intervali pre letenja                                                               |
| --------------------------------------------------- | ----------------------------------------------------------------------------------------------- |
| Mreža upozorenja za ronioce (DAN)                   | 12 sati (najmanje)                                                                              |
| Američko ratno vazduhoplovstvo                      | 24 sata                                                                                         |
| Američka mornarica                                  | 2 sata                                                                                          |
| Profesionalno udruženje instruktora ronjenja (PADI) | 12 sati (za jednokratne zarone) 18 sati (za više zarona) 24 sata (idealni preporučeni interval) |

Na osnovu napred navedenih preporuka ronioci su u dilemi kada leteti avionom posle ronjenja i koje smernice trebate slediti, jer:
- Tabele američke mornarice preporučuju da ronilac ne treba da leti najmanje dva sata nakon ronjenja
- Američko vazduhoplovstvo smatra da nakon ronjenja treba leteteti najmanje nakon 24 časa.
- DAN preporučuje minimalni interval od 12 sati između ronjenja i letjenja.
- Smernice PADI ({енгл. Flying After Diving) kažu da ne bi trebalo ići na veću nadmorsku visinu (leteti) u periodu od 12 časova od jednog ronjenja ili 18 časova nakon obavljanja višestrukih ronjenja (a kada je to moguće, treba sačekati do poletanja najmanje 24 časa).

### Procenjena verovatnoća pojaveDBu toku letenja nakon ronjenja
Proceenjena verovatnoća pojave dekompresione bolesti tokom letenja nakon vremenskog period od 12 časova nakon ronjenja je oko 1%. Na uzorku od 300.000 do 400.000 osoba koje su letele do svoje kuće od 12 do 24 časa nakon njihovog poslednjeg ronjenja, procenjena incidencija dekompresijske bolesti iznosi oko 0,004% odsto. Ovo i njemu slična istraživanja poslužila su kao osnova da se ustali pravilo da interval od 12 do 24 sata za letenje nakon ronjenja bude najviše praćeno među roniocima širom sveta.

### Primena ronilačkog kompjutera za određivanje vremena letetenja nakon ronjenja
Mnogi ronioci danas koriste ronilačke komjutere (kao zaštitni deo savremene zaštitne opreme) koje nose sa sobom kada rone, i koji im automatski pokazuje vreme do početka letenja avionom nakon ronjenja. Naime savremeni računari za ronjenje imaju ugrađeni softverski program koji na osnovu karakteristika ronjenja izračunavaa „vreme za letenje” i preporučuju vreme čekanja ronioca pre leta.
Da bi podaci ovih računara bili tačni, ronioci moraju koristiti isti računar svaki put, za sva njihova ronjenja. Proračun vremena letenja nakon ronjenja, kumulativni su jer su izračunati na osnovu vremena ronjenja, dubina i broja ronjenja. Ako ronilac koristi za ronjenje „ralunare za iznajmljivanje”, važno je da koriste isti ronilački računar za sva ronjenja (i da nijedan drugi ronilac ne koristi taj računar) kako bi ima precizni proračun vremena.

## Literatura
- Cialoni D, Pieri M, Balestra C, Marroni A. (2015). „Flying after diving: should recommendations be reviewed? In-flight echocardiographic study in bubble-prone and bubble-resistant divers.”. Diving and Hyperbaric Medicine. 45 (1): 10—15. PMID 25964033..
- Sheffield P, Vann R (eds.) (2004). Flying After Recreational Diving Workshop Proceedings (PDF). Durham, N.C.: Divers Alert Network. Архивирано из оригинала (PDF) 22. 12. 2012. г. Приступљено 03. 12. 2017.
- Nishi RY, Tikuisis P (1996). Current Trends in Decompression Development: Statistics and Data Analysis.. Defence R&D Canada Technical Report. DCIEM-96-R-65. „Available at:” (PDF).
- Vann, RD. Flying after diving within the no-decompression limits. Flying After Diving Workshop. Vann RD, ed. 2004. Durham: Divers Alert Network. стр. 73—82. ISBN 978-09673066-4-3..
- Thalmann ED, Vann RD, Pollock NW, Gerth WA. Development of guidelines for flying after diving. In: Flying After Diving Workshop. Vann RD, ed. . Durham: Divers Alert Network. 2004. стр. 45—48. ISBN 978-09673066-4-3. Недостаје или је празан параметар |title= (помоћ).
- Freiberger JJ. Flying after multiday repetitive recreational diving. In: Flying After Diving Workshop. Vann RD, ed. . Durham: Divers Alert Network. 2004. стр. 38—44. ISBN 978-09673066-4-3. Недостаје или је празан параметар |title= (помоћ).
- Freiberger JJ, Denoble PJ, Pieper CF, Uguccioni DM, Pollock NW, Vann RD (2002). „The relative risk of decompression sickness during and after air travel following diving”. Aviation, Space, and Environmental Medicine. 73 (10): 980—984. PMID 12398259..
- Pollock NW, Fitzpatrick DT. (2004). NASA flying after diving procedures. In: Flying After Diving Workshop. Vann RD, ed. Durham: Divers Alert Network. стр. 59—64. ISBN 978-09673066-4-3..

## Spoljašnje veze
- Flying After Diving- How Long Should You Wait? (језик: енглески)

|  | Molimo Vas, obratite pažnju na važno upozorenje u vezi sa temama iz oblasti medicine (zdravlja). |